# Avenida 12 de Octubre
La avenida 12 de Octubre es una de las principales avenidas del distrito de San Martín de Porres, en la ciudad de Lima, capital del Perú.

## Recorrido
De sur a norte, continúa el trazado del Puente Morales Duárez o Fernando Belaúnde Terry e interseca el jirón Malecón Rímac. Durante este tramo, atraviesa la urbanización Perú, hasta llegar a la avenida Perú. Al cruzar las avenidas Lima y Pacasmayo, recorre la urbanización Condevilla. Al atravesar la avenida José Granda, recibe también el nombre de avenida Los Próceres. Al intersecar la avenida Tomás Valle, se encuentra el Parque Zonal Mayta Cápac o Parque Ecológico de San Martín de Porres.Al cruzar la avenida Angélica Gamarra, retoma su nombre principal 12 de octubre y se halla parte de la Zona Arqueológica Garagay.Al intersecar la avenida Antúnez de Mayolo, se observan las urbanizaciones Santa Rosa y COVITI. Al atravesar la avenida Daniel Alcides Carrión, recorre la urbanización Las Margaritas. Finalmente, termina su recorrido en la avenida Carlos Izaguirre.